# Hiposidèrids
Els hiposidèrids (Hipposideridae) són una família de ratpenats. Anteriorment se la considerava una subfamília de la família dels rinolòfids (amb el nom Hipposiderinae), però actualment se la sol classificar com a família de ple dret. Hipposideridae conté vuit gèneres i més de setanta espècies vivents, la majoria de les quals pertanyen al gènere Hipposideros. També se'n coneixen diversos gèneres fòssils, els més antics dels quals visqueren a Europa durant l'Eocè mitjà.

## Taxonomia
- Anthops
- Asellia
- Aselliscus
- Cloeotis
- Coelops
- Doryrhina
- Hipposideros
- Macronycteris
- Miophyllorhina †
- Palaeophyllophora †
- Paraphyllophora †
- Riversleighia †
- Vaylatsia †